# Christina Sufka
Christina Sufka (* 13. Januar 1945 in Klein Ilsede) ist eine deutsche Schriftstellerin, welche als eine der führenden Schriftstellerinnen des Ostfälischen gilt.

## Leben
Nach ersten plattdeutschen Gedichten Ende der 1970er-Jahre, begann Christina Sufka 1983 ohne weitere Ausbildung mit dem Schreiben von Lyrik in ostfälischem Platt. Anfang der 1990er-Jahre verfasste sie eine Zeit lang aktuelle Glossen für die Peiner Allgemeine Zeitung.
Für ihre Arbeiten wurde Sufka mehrfach ausgezeichnet, unter anderem 1996 mit dem Hans-Henning-Holm-Preis für ihr Hörspielmanuskript Graffklied. Dieses Hörspiel wurde allerdings nie in Plattdeutsch produziert, dafür 2003 mit dem Titel A Kloed fürs Grab in einer schwäbischen Fassung unter der Regie von Günter Maurer. Die Hauptrollen sprachen Walter Schultheiß, Trudel Wulle, Joerg Adae und Ulrike Barthruff.
Christina Sufka veranstaltet bundesweit Lesungen und leitet als Prädikantin plattdeutsche Gottesdienste. Sie lebt in ihrem Geburtsort und ist Mutter zweier Kinder.

## Schriften
- De Snüffel-Etereie. In: Peiner Allgemeine Zeitung (Hrsg.): Peiner Heimatkalender 14 (1984). Druckhaus A. Schlaeger GmbH & Co. KG, Peine, 1984, S. 57–58.
- Plattdeutsche Gedichte: Up’n Kerkhowwe. / Klassendräpen. In: Peiner Allgemeine Zeitung (Hrsg.): Peiner Heimatkalender 18 (1988). Druckhaus A. Schlaeger GmbH & Co. KG, Peine, 1988, S. 60.
- Da kann wat von weren. In: Peiner Allgemeine Zeitung (Hrsg.): Peiner Heimatkalender 19 (1989). Druckhaus A. Schlaeger GmbH & Co. KG, Peine, 1989, S. 111–112.
- …denne wüllt we’n Licht ansteken. In: Peiner Allgemeine Zeitung (Hrsg.): Peiner Heimatkalender 20 (1990). Druckhaus A. Schlaeger GmbH & Co. KG, Peine, 1990, S. 120–121.
- Hat Gott „man“ uk emaket? In: Peiner Allgemeine Zeitung (Hrsg.): Peiner Heimatkalender 22 (1992). Druckhaus A. Schlaeger GmbH & Co. KG, Peine, 1992, S. 129.
- wassen. In: Peiner Allgemeine Zeitung (Hrsg.): Peiner Heimatkalender 23 (1993). Druckhaus A. Schlaeger GmbH & Co. KG, Peine, 1993, S. 131–135.
- Heimat. In: Peiner Allgemeine Zeitung (Hrsg.): Peiner Heimatkalender 27 (1997). Druckhaus A. Schlaeger GmbH & Co. KG, Peine, 1997, S. 39–40.
- Henrike (Gedichte)
- Wassen (fiktive Tagebuchaufzeichnungen), „De Kennung“, Beiheft 11, 2004
- Lengen nah Licht (Lyrik und Prosa) Plattform „Plattdüütsch in de Kark“, 2004
- Wüer (Lieder und Gedichte, mit Holger Reuning), Verlag Burger & Müller, Karlsruhe, 2001

## Hörspiele
- Graffklied (Hörspiel)

## Auszeichnungen
- 1984: Freudenthal-Preis für niederdeutsche Literatur gemeinsam mit Erna Taege-Röhnisch[1]
- 1991: Freudenthal-Preis für Wassen
- 1996: Hans-Henning-Holm-Preis für Graffklied
- 2013: Borsla-Preis für Henrike